# Dyrzela increnulata
Dyrzela increnulata är en fjärilsart som beskrevs av W. Warren 1913. Dyrzela increnulata ingår i släktet Dyrzela och familjen nattflyn. Inga underarter finns listade i Catalogue of Life.